# Hermann Rockmann
Hermann Rockmann (né le 26 mai 1917 à Hanovre, mort le 16 août 1997 à Hambourg) est un journaliste allemand.

## Biographie
Dès 1940, Rockmann suit une formation dans le service jeunesse de la Reichs-Rundfunk-Gesellschaft. Après la guerre, il intègre la NWDR puis la NDR.
En 1959, il est une voix off du film documentaire Serengeti ne doit pas mourir réalisé par Bernhard Grzimek.
De 1964 jusqu'à sa retraite en 1982, il présente l'émission radio Hamburger Hafenkonzert.
En 1964, il présente une émission d'actualités sur les chaînes régionales de la NDR. La même année et en 1965, il commente pour l'Allemagne le Concours Eurovision de la chanson.